# Wubi
| Системные требования Wubi | Системные требования Wubi              | Системные требования Wubi              |
| ------------------------- | -------------------------------------- | -------------------------------------- |
|                           | Рекомендации                           |                                        |
| Windows                   |                                        |                                        |
| ОС                        | Windows 98, 2000, XP, Vista, Windows 7 | Windows 98, 2000, XP, Vista, Windows 7 |
| Объём ОЗУ                 | 384 MB                                 | 384 MB                                 |
| Место на диске            | 5 GB свободного пространства           | 5 GB свободного пространства           |

Wubi (Windows-based Ubuntu Installer) — официальный свободный установщик Ubuntu Linux c двойной загрузкой вместе с Windows под загрузчиком bootmgr, предназначенный для запуска в операционных системах семейства Windows, лицензированный под GPL. С помощью Wubi пользователи Windows могут устанавливать и удалять Ubuntu как обыкновенную Windows-программу.
Wubi родился как независимый проект, поэтому в Ubuntu версий 7.04 и 7.10 он присутствовал как неофициальный релиз.
При разработке версии 8.04 код был объединён с Ubuntu, так что, начиная с версии 8.04 alpha 5, Wubi можно найти на Ubuntu Live CD.
Целью проекта является оказание помощи пользователям Windows, не знакомым с Linux, в постепенном освоении этой системы без риска потери информации при подготовке диска к классической инсталляции.
Wubi не является виртуальной машиной или дистрибутивом. Он создаёт автономную инсталляцию, не используя образы дисков (loopmounted device), в отличие от Topologilinux.

## Описание
После запуска wubi.exe создаётся папка с необходимыми файлами Ubuntu.
При перезагрузке компьютера в стандартном загрузочном меню выбора операционных систем Windows
будет отображаться дополнительная строка «Ubuntu»
и пользователь сможет выбирать между Windows и Ubuntu.
Удалить wubi.exe (и все файлы Ubuntu) можно в любой момент,
как обычную программу через «Панель управления»
с помощью меню «Установка и удаление программ» Windows.
Wubi по умолчанию скачивает 700 мегабайтный файл образа системы из интернета, но также поддерживает уже скачанные образы CD (DVD не поддерживается), если они находятся в том же каталоге, и образы, смонтированные в виртуальный оптический привод.

## Ограничения
- Гибернация не поддерживается.[2]
- Файловая система Wubi более уязвима для жестких перезагрузок (отключению питания), чем нормальная файловая система.[2]
- При установке Ubuntu с помощью Wubi на тот же раздел, что и Windows, Ubuntu может демонстрировать небольшое уменьшение производительности из-за фрагментации файловых систем FAT32/NTFS, которая может быть уменьшена  дефрагментацией диска.
- Не поддерживается установка с использованием прокси. Вместо этого предлагается скачать desktop CD в папку C:\wubi\install откуда Wubi сможет установить систему.[3]

## Похожие проекты
- andLinux: использует coLinux для запуска на Windows.
- Topologilinux: использует coLinux для запуска на Windows.
- Instlux, включён в openSUSE начиная с релиза 10.3.[4]
- Win32-loader.
- UNetbootin.